# 小見川道大
小見川 道大（おみがわ みちひろ、1975年12月19日 - ）は、日本の元男性総合格闘家、柔道家。茨城県出身。土浦日本大学高等学校、国際武道大学卒業。NEO JUDO ACADEMEY 小見川道場主宰。

## 来歴
小学校1年から柔道を始める。土浦日大高校では、同じ柔道部所属の桜井"マッハ"速人、レスリング部の宮田和幸と同級生であった。国際武道大学時代には野村忠宏、中村行成に勝利したこともある。同じ吉田道場所属だった中村和裕は大学の後輩にあたる。大学卒業後は、綜合警備保障で柔道を続けた。1998年2月、ハンガリー国際66kg級優勝、2002年1月、日本国際66kg級優勝、8月柔道ワールドカップ国別団体選手権大会で決勝戦では巴投で一本勝ちし金メダルを獲得。2003年、7月トレトリ国際66kg級優勝。2003年9月15日、全日本柔道連盟主催世界柔道大阪大会男子団体戦に出場。極まるのが珍しい関節技腕挫腕固をガードポジションから極めるなど活躍。銀メダルを獲得。柔道時代も寝技を得意としていて、2001年にはアマチュア総合格闘技大会JTCに出場し、ベスト8。
2005年5月1日、吉田道場所属になったことを発表。同時にリングネームを小見川 道大とした。
2005年5月22日、プロデビューとなったPRIDE 武士道 -其の七-でアーロン・ライリーと対戦し、1Rに右ハイキックでKO負け。
2005年12月3日、Cage Rage 14でJ.Z.カルバンこと、ジェシアス・カバウカンチと対戦し、1Rに右フックでKO負け。

### UFC
2007年9月22日、UFC初出場となったUFC 76でマット・ワイマンと対戦し、0-3の判定負け。
2008年1月23日、UFC Fight Night: Swick vs. Burkmanでチアゴ・タバレスと対戦し、0-3の判定負け。
2008年8月16日、日本復帰戦となったGLADIATORでジョン・チャンソンと対戦し、0-3の判定負けを喫した。
2009年1月18日、これまでの70kg級から65kg級へ階級を下げ、初出場となった修斗で石渡伸太郎と対戦し、3R終了時の判定0-0でドロー。

### 戦極
2009年3月20日、戦極初出場となった戦極 〜第七陣〜のフェザー級グランプリ1回戦でL.C.デイビスに判定勝ちを収めた。
2009年5月2日、戦極 〜第八陣〜のフェザー級グランプリ2回戦でナム・ファンと対戦し、1RにパウンドでTKO勝ちを収めた。
2009年8月2日、戦極 〜第九陣〜のフェザー級グランプリ準決勝でマルロン・サンドロと対戦し、3R判定勝ち。決勝では金原正徳と対戦して1-2の僅差の判定負けとなり、準優勝となった。
2009年11月7日、戦極 〜第十一陣〜のフェザー級チャンピオンシップ挑戦者決定戦で幻の決勝戦の相手であった日沖発と対戦し、ベストバウト賞を受賞する熱戦を繰り広げ2-1の判定勝ち。

### DREAM
2009年12月31日、Dynamite!! 〜勇気のチカラ2009〜のDREAM vs SRC 対抗戦で高谷裕之と対戦し、右ストレートでダウンを奪ったところにパウンドで追撃しTKO勝ちを収めた。
2010年4月25日、吉田秀彦引退興行 〜ASTRA〜でミカ・ミラーと対戦し、3-0の判定勝ちを収めた。
2010年6月、自身の子供が生まれた。
2010年7月10日、DREAM初出場となったDREAM.15でジョン・ヨンサムと対戦し、フロントチョークで自身初の一本勝ちを収めた。
2010年9月25日、DREAM.16でコール・エスコベドと対戦し、アームバーによる一本勝ち。

### UFC復帰
2011年2月5日、UFC 126でチャド・メンデスと対戦し、0-3の判定負けを喫した。
2011年6月11日、UFC 131でダレン・エルキンスと対戦し、0-3の判定負け。小見川の勝利ではないかという物議を醸す試合内容であったため、小見川にも勝利者ボーナスが支払われた。
2011年11月5日、UFC 138でジェイソン・ヤングと対戦し、3-0の判定勝ちを収めた。
2012年1月14日、UFC 142でユーリ・アルカンタラと対戦し、0-3の判定負け。
2012年8月4日、UFC on FOX 4でマニー・ガンブリャンと対戦し、0-3の判定負けを喫した。

### UFC後
2012年12月31日、DREAM.18 & GLORY 4で川尻達也と対戦し、3R判定負け。
2015年3月7日、神奈川県横浜市青葉台に小見川道場を開設した。
2016年2月7日、WSOF GC 2: Japan 1でテディ・バイオレットと対戦し、2-1で3R判定勝ちを収めた。
2016年10月21日、巌流島 全アジア武術選手権大会 2016 in TOKYOに出場。トーナメントの1回戦、準決勝を勝ち上がり決勝に駒を進め、決勝戦では菊野克紀と対戦し、レフリーストップで負けを喫した。
2022年2月26日、引退試合としてDEEP 106 IMPACTで中村大介と対戦し、腕ひしぎ十字固めで一本負けを喫した。

## 戦績

### 総合格闘技
| 総合格闘技 戦績 | 総合格闘技 戦績 | 総合格闘技 戦績 | 総合格闘技 戦績 | 総合格闘技 戦績 | 総合格闘技 戦績 | 総合格闘技 戦績 |
| --------------- | --------------- | --------------- | --------------- | --------------- | --------------- | --------------- |
| 35 試合         | (T)KO           | 一本            | 判定            | その他          | 引き分け        | 無効試合        |
| 19 勝           | 5               | 5               | 9               | 0               | 1               | 0               |
| 15 敗           | 2               | 1               | 12              | 0               | 1               | 0               |

| 勝敗 | 対戦相手                 | 試合結果                             | 大会名                                                             | 開催年月日     |
| ×    | 中村大介                 | 3R 0:56 腕ひしぎ十字固め             | DEEP 106 IMPACT                                                    | 2022年2月26日  |
| ○    | 毛利昭彦                 | 3R 1:49 TKO（スタンドパンチ）        | DEEP 92 IMPACT                                                     | 2019年10月22日 |
| ○    | オーロラ☆ユーキ          | 2R 2:03 肩固め                       | DEEP 90 IMPACT                                                     | 2019年6月29日  |
| ○    | テディ・バイオレット     | 5分3R終了 判定2-1                    | WSOF GC 2: Japan 1                                                 | 2016年2月7日   |
| ○    | 中村ジュニア             | 5分3R終了 判定3-0                    | GRANDSLAM 3 -Way of the Cage-                                      | 2015年9月12日  |
| ○    | 梅田恒介                 | 1R 1:26 フロントチョーク             | DEEP CAGE IMPACT 2015                                              | 2015年7月20日  |
| ○    | ピーター・シペタ         | 1R 1:02 アームバー                   | DEEP 68 IMPACT                                                     | 2014年8月23日  |
| ×    | クォン・ベョン           | 5分2R終了 判定0-3                    | ROAD FC 12                                                         | 2013年6月22日  |
| ×    | 川尻達也                 | 5分3R終了 判定0-3                    | DREAM.18 & GLORY 4 〜大晦日 SPECIAL 2012〜                         | 2012年12月31日 |
| ×    | マニー・ガンブリャン     | 5分3R終了 判定0-3                    | UFC on FOX 4: Shogun vs. Vera                                      | 2012年8月4日   |
| ×    | ユーリ・アルカンタラ     | 5分3R終了 判定0-3                    | UFC 142: Aldo vs. Mendes                                           | 2012年1月14日  |
| ○    | ジェイソン・ヤング       | 5分3R終了 判定3-0                    | UFC 138: Leben vs. Munoz                                           | 2011年11月5日  |
| ×    | ダレン・エルキンス       | 5分3R終了 判定0-3                    | UFC 131: dos Santos vs. Carwin                                     | 2011年6月11日  |
| ×    | チャド・メンデス         | 5分3R終了 判定0-3                    | UFC 126: Silva vs. Belfort                                         | 2011年2月5日   |
| ○    | コール・エスコベド       | 1R 2:30 アームバー                   | DREAM.16                                                           | 2010年9月25日  |
| ○    | ジョン・ヨンサム         | 1R 7:31 フロントチョーク             | DREAM.15                                                           | 2010年7月10日  |
| ○    | ミカ・ミラー             | 5分3R終了 判定3-0                    | 吉田秀彦引退興行 〜ASTRA〜                                         | 2010年4月25日  |
| ○    | 高谷裕之                 | 1R 2:54 TKO（右ストレート→パウンド） | Dynamite!! 〜勇気のチカラ2009〜                                    | 2009年12月31日 |
| ○    | 日沖発                   | 5分3R終了 判定2-1                    | 戦極 〜第十一陣〜 【戦極フェザー級チャンピオンシップ挑戦者決定戦】 | 2009年11月7日  |
| ×    | 金原正徳                 | 5分3R終了 判定1-2                    | 戦極 〜第九陣〜 【フェザー級グランプリ2009 決勝】                  | 2009年8月2日   |
| ○    | マルロン・サンドロ       | 5分3R終了 判定2-1                    | 戦極 〜第九陣〜 【フェザー級グランプリ2009 準決勝】                | 2009年8月2日   |
| ○    | ナム・ファン             | 1R 4:52 TKO（パウンド）              | 戦極 〜第八陣〜 【フェザー級グランプリ2009 2回戦】                 | 2009年5月2日   |
| ○    | L.C.デイビス             | 5分3R終了 判定3-0                    | 戦極 〜第七陣〜 【フェザー級グランプリ2009 1回戦】                 | 2009年3月20日  |
| △    | 石渡伸太郎               | 5分3R終了 判定0-0                    | "修斗伝承 05" ROAD TO 20th ANNIVERSARY                             | 2009年1月18日  |
| ×    | ジョン・チャンソン       | 5分2R終了 判定0-3                    | 日韓親善国際格闘技大会 GLADIATOR                                   | 2008年8月16日  |
| ×    | チアゴ・タバレス         | 5分3R終了 判定0-3                    | UFC Fight Night: Swick vs. Burkman                                 | 2008年1月23日  |
| ×    | マット・ワイマン         | 5分3R終了 判定0-3                    | UFC 76: Knockout                                                   | 2007年9月22日  |
| ○    | 松下直揮                 | 2R 1:17 TKO（バックマウントパンチ）  | DEEP 29 IMPACT                                                     | 2007年4月13日  |
| ○    | オ・ウォンジン           | 1R 4:25 TKO（右フック）              | DEEP 28 IMPACT                                                     | 2007年2月16日  |
| ○    | 青木隆明                 | 5分2R終了 判定3-0                    | club DEEP 東京                                                     | 2006年12月9日  |
| ×    | 横田一則                 | 5分3R終了 判定0-2                    | DEEP 26 IMPACT                                                     | 2006年10月10日 |
| ×    | Barbaro44                | 5分3R終了 判定0-3                    | club DEEP 富山 〜野蛮人祭り4〜                                     | 2006年6月18日  |
| ○    | ジェイソン・チェンバース | 5分3R終了 判定2-1                    | Icon Sport: Lawler vs. Niko 2                                      | 2006年2月25日  |
| ×    | ジェシアス・カバウカンチ | 1R 0:49 KO（右フック）               | Cage Rage 14: Punishment                                           | 2005年12月3日  |
| ×    | アーロン・ライリー       | 1R 6:00 KO（右ハイキック）           | PRIDE 武士道 -其の七-                                              | 2005年5月22日  |

### シュートボクシング
| キックボクシング 戦績 | キックボクシング 戦績 | キックボクシング 戦績 | キックボクシング 戦績 | キックボクシング 戦績 | キックボクシング 戦績 | キックボクシング 戦績 |
| --------------------- | --------------------- | --------------------- | --------------------- | --------------------- | --------------------- | --------------------- |
| 4 試合                | (T)KO                 | 判定                  | その他                | 引き分け              | 無効試合              |                       |
| 3 勝                  | 0                     | 3                     | 0                     | 0                     | 0                     |                       |
| 1 敗                  | 1                     | 0                     | 0                     | 0                     | 0                     |                       |

| 勝敗 | 対戦相手             | 試合結果                       | 大会名                               | 開催年月日     |
| ○    | MASAYA               | 3R終了 判定3-0                 | SHOOT BOXING2014 act.2〜BONDS 絆〜   | 2014年4月18日  |
| ×    | 鈴木博昭             | 3R延長2R 1:54 KO（跳び膝蹴り） | S-cup2013 65kg日本トーナメント決勝戦 | 2013年11月16日 |
| ○    | 西浦"ウィッキー"聡生 | 3R延長1R終了 延長判定3-0       | S-cup2013 65kg日本トーナメント準決勝 | 2013年11月16日 |
| ○    | 小宮由紀博           | 3R終了 判定3-0                 | S-cup2013 65kg日本トーナメント1回戦  | 2013年11月16日 |

### 異種格闘技
| 勝敗 | 対戦相手               | 試合結果                       | 大会名                                                             | 開催年月日     |
| ×    | 菊野克紀               | 1R 0:52 KO（グラウンドパンチ） | 巌流島 OUT ENEMY 2018 in MAIHAMA－謹賀新年、宿敵同士の果たし合い－ | 2018年1月3日   |
| ○    | 楠ジャイロ             | 2R 2:31 TKO（巴投げ）          | 巌流島 WAY OF THE SAMURAI 2017 in MAIHAMA                          | 2017年5月6日   |
| ×    | 菊野克紀               | 2R 0:35 TKO                    | 巌流島 全アジア武術選手権大会 【トーナメント決勝戦】               | 2016年10月21日 |
| ○    | アリ・マルバクティアリ | 1R 2:36 TKO（右フック）        | 巌流島 全アジア武術選手権大会 【トーナメント準決勝】               | 2016年10月21日 |
| ○    | 張文勝                 | 1R 1:08 一本                   | 巌流島 全アジア武術選手権大会 【トーナメント1回戦】                | 2016年10月21日 |

### グラップリング
| 勝敗 | 対戦相手   | 試合結果           | 大会名                         | 開催年月日     |
| ×    | 新居すぐる | 1R 3:25 洗濯バサミ | 極～KIWAMI～旗揚げ戦           | 2023年3月19日  |
| △    | 世羅智茂   | 8分1R終了 時間切れ | QUINTET FIGHT NIGHT 7 in TOKYO | 2021年7月13日  |
| △    | 白木大輔   | 4分1R終了 時間切れ | QUINTET FIGHT NIGHT 5 in TOKYO | 2020年10月27日 |
| △    | 中村大介   | 8分1R終了 時間切れ | QUINTET.1                      | 2018年4月11日  |

## 獲得タイトル

### 幼少期
- 全国少年柔道錬成大会優勝
- 茨城県大会 学年別個人戦 5年生-3位 6年生-3位
- 全国中学柔道大会 中学2年-55kg級ベスト8　中学3年-65kg級ベスト8

### 高校時代
- インターハイ-60kg級 準優勝

### 大学・社会人時代
- 全日本学生柔道体重別選手権大会 優勝
- ハンガリー国際柔道大会 優勝
- ユニバーシアード競技大会 優勝
- 嘉納治五郎杯国際柔道大会 2位
- ドイツ国際柔道大会 2位
- 釜山アジア競技大会 3位
- 全日本強化A指定選手
- 全日本選抜柔道体重別選手権 2位
- 2002年日本国際柔道大会 優勝
- 2002年柔道ワールドカップ国別団体選手権大会 優勝
- 2003年トレトリ国際柔道大会 優勝

## 表彰
- 戦極 ベストバウト賞（1回）